# Detvianske predhorie
Detvianske predhorie je geomorfologický podcelek Poľany. Nejvyšší vrch podcelku je Kopas výškou 922 m n. m.

## Vymezení
Podcelek zabírá západní a jihozápadní část pohoří a obepíná Vysokou Poľanu. Ta je východním sousedem a tvoří zbytek pohoří, na jihu na krátkém úseku sousedí Sihlianska planina, která je součástí Veporských vrchů. Na západě území sousedí s podcelky Zvolenské kotliny, od jihu Detvianska a Slatinská kotlina, Zvolenská pahorkatina a Povraznícka brázda na severu.

## Chráněná území
- Horná Chrapková - chráněný areál
- Melichova skala - přírodní památka
- Kalamárka - přírodní památka
- Kopa - přírodní rezervace[2]